# Covel
Covel ist ein Census-designated place (CDP) im Wyoming County im US-Bundesstaat West Virginia. Die Volkszählung von 2020 erfasste 85 Einwohner. Der CDP wurde im Jahr 2010 erstmals vom Census definiert.

## Lage
Der Ort liegt bei den geographischen Koordinaten 37° 29' 26.68" Nord und 81° 19' 10.96" West auf einer Höhe von 615 Metern über dem Meeresspiegel am Gooney Otter Creek. Die 0,55 km² große Fläche des Gebietes hat laut Census keinen Anteil an Wasserfläche. Die West Virginia Route WV-10 bildet die westliche Ortsgrenze, die Countyroad 10/30 zweigt nach Osten ab.